# Bathory (groupe)
Pour les articles homonymes, voir Bathory.
Bathory est un groupe suédois de black metal, originaire de Vällingby. Le groupe est reconnu comme un pionnier du black metal et du viking metal, de la fin des années 1980, et du début des années 1990. Durant son parcours, il influence fortement toute la scène du black metal scandinave.

## Naissance du groupe et premier enregistrement
Le groupe est fondé en 1983 par Quorthon, alors âgé de 17 ans, seul membre permanent du groupe. En effet, à l'exception notable de Kothaar à la basse et de Vvornth à la batterie qui l'ont accompagné de 1989 à 1996, les autres membres du groupe ne sont jamais restés plus longtemps que l'enregistrement d'un album, et parfois moins. À partir de 1996 et de l'album Destroyer of Worlds, Bathory devient un one-man band, Quorthon assurant à la fois le chant, les guitares électriques, la basse, la batterie et les synthétiseurs.
Après avoir hésité entre plusieurs noms, comme Nosferatu, Natas, Mephisto, Elizabeth Bathory ou Countess Bathory, Quorthon, qui avait alors un petit boulot dans le petit label Tyfon Grammofon, assiste à l'enregistrement des pistes de la compilation Scandinavian Metal Attack. À la suite de la défection de dernière minute de l'un des groupes, il réussit à convaincre le patron de choisir Bathory en remplacement. Patron qui, dans un premier temps, regrettera ce choix  en entendant la musique du groupe. C'est donc contre toute attente que Tyfon Grammofon reçut un abondant courrier d'amateurs curieux de mieux connaître ce groupe à la sonorité si étrange, ce qui l'amena à proposer à Quorthon d'enregistrer un album complet. 

## Première trilogie: l'invention du black metal
Le premier album studio du groupe sort, après un premier changement de personnel, en 1984 sous le titre éponyme Bathory, rapidement suivi par The Return of the Darkness and Evil et Under the Sign of the Black Mark, trois albums maintenant reconnus pour leur influence majeure sur les groupes norvégiens qui popularisèrent le black metal dans le début des années 1990. Quoique l'album Black Metal de Venom soit à l'origine du terme, ce sont les premiers albums de Bathory qui ont réellement défini le genre : une musique primitive, un son abrasif et extrême, des paroles sataniques, un enregistrement low-fi et une voix inhumaine, criarde, gutturale et brutale à la limite de la cassure utilisant les techniques du growl.

## Seconde trilogie: l'invention du viking metal
En 1988, Bathory sort l’album Blood Fire Death qui marque un premier tournant dans l'histoire du groupe. Bathory ralentit la cadence pour laisser place à un style d'écriture plus épique et à l'introduction du thème Viking. En revanche, la majorité des éléments musicaux du black metal demeurent présents et c'est avec l'album suivant, Hammerheart, que Bathory surprend nombre de ses fans en radicalisant son tournant vers un style beaucoup plus épique et atmosphérique, avec des paroles traitant surtout de vikings et de mythologie nordique. Hammerheart fait de Bathory le pionnier d'un nouveau genre de musique extrême : le viking metal. Ces deux albums et le suivant, Twilight of the Gods, vont influencer profondément et durablement la scène du viking metal.

## Thrash metal, puis retour au viking metal
Avec Requiem en 1994 et Octagon en 1995, Bathory change encore de style, cette fois pour un rétro-thrash vicieux rappelant les groupes de la Bay Area des années 1980, style auquel le groupe reviendra à nouveau en 2001 avec Destroyer of Worlds. 
Mélanges de tristesse, de violence et de nostalgie, les derniers albums sont plus calmes, signant un retour vers un viking metal très atmosphérique. Nordland reste la véritable référence en termes d'atmosphère et de musique folklorique.
Avec Blood Fire Death, Twilight of the Gods, Blood on Ice et Nordland I & II. Le groupe Bathory devait participer à la compilation de 1998 True Kings of Norway, mais il y aurait eu des problèmes avec le producteur de la compilation et ce projet est annulé. Également, quatre titres de la compilation Jubileum Volume 3 de Bathory sont repris pour la compilation True Kings of Norway qui avait été annulée.
Quorthon est retrouvé mort le jeudi 3 juin 2004 des suites d'une crise cardiaque,,,. Il était âgé de 38 ans. Après la mort du leader du groupe, Bathory se sépare. En 2010, les albums du groupe sont réédités sous format vinyle en version colorée.

## Discographie

### Albums studio
| Titre                            | Studio et année d'enregistrement                       | Sortie        | Label                 | Note                                                                                            |
| -------------------------------- | ------------------------------------------------------ | ------------- | --------------------- | ----------------------------------------------------------------------------------------------- |
| Bathory                          | 1984, au Studio Heavenshore à Stockholm en Suède.      | Octobre 1984  | Black Mark Production |                                                                                                 |
| The Return                       | 1985, au Studio Electra à Stockholm en Suède.          | Mai 1985      | Black Mark Production |                                                                                                 |
| Under the Sign of the Black Mark | 1986, au Studio Heavenshore à Stockholm en Suède.      | Mai 1987      | Under One Flag        |                                                                                                 |
| Blood Fire Death                 | 1988, au Studio Heavenshore à Stockholm en Suède.      | Octobre 1988  | Under One Flag        |                                                                                                 |
| Hammerheart                      | 1989, au Studio Heavenshore à Stockholm en Suède.      | Avril 1990    | Noise Records         | Premier album à avoir été considéré comme du viking metal.                                      |
| Twilight of the Gods (en)        | 1991, au Studio Montezuma à Stockholm en Suède.        | Juin 1991     | Black Mark Production |                                                                                                 |
| Requiem                          | 1994, au Studio Montezuma à Stockholm en Suède.        | Novembre 1994 | Black Mark Production | Album de thrash metal.                                                                          |
| Octagon (en)                     | Octobre 1995, au Studio Hellhole à Stockholm en Suède. | Octobre 1995  | Black Mark Production |                                                                                                 |
| Blood on Ice (en)                | 1989, au Studio Heavenshore à Stockholm en Suède.      | Mai 1996      | Black Mark Production |                                                                                                 |
| Destroyer of Worlds (en)         | 2001, au Mimo Sound, Älvsjö à Stockholm en Suède.      | Octobre 2001  | Black Mark Production | À partir de cet album-là, Quorthon est le seul membre du groupe et jouera tous les instruments. |
| Nordland I (en)                  | 2002, au Mimo Sound, Älvsjö à Stockholm en Suède.      | Novembre 2002 | Black Mark Production |                                                                                                 |
| Nordland II (en)                 | 2002, au Mimo Sound, Älvsjö à Stockholm en Suède.      | Novembre 2003 | Black Mark Production |                                                                                                 |

### Compilations
- 1993 : Jubileum Volume I
- 1993 : Jubileum Volume II
- 1998 : Jubileum Volume III
- 2003 : Katalog
- 2006 : In Memory of Quorthon (coffret)

## Membres

### Membre permanent
- Quorthon (Tomas Börje Forsberg) – chant, guitare, synthétiseur, composition (1983–2004, puis tous les instruments depuis 1997)

### Anciens membres
- Frederick Melander (Freddan)  – basse (1983-1984)
- Andreas Johansson – basse (1985)
- Kothaar – basse (1988-1996)
- Jonas Åkerlund (Vans McBurger) – Batterie (1983-1984)
- Steffan Larsson – batterie (1984-1985)
- Paul Lundberg – batterie (1986-1987)
- Vvornth – batterie (1989-1996)

### Anciens musiciens de sessions
- Rickard Bergmann – basse (1983)
- Christer Sanström – basse (additionnel) (1987)
- The Animal (Björn Kristensen) – voix (1983)